# Gestion sociale de la relation client
La gestion sociale de la relation client (GRC sociale), autrement appelée en anglais social customer relationship management (SCRM), représente l'ensemble des stratégies d'entreprise qui visent à utiliser les médias sociaux dans la gestion de la relation client. La GRC sociale permet de valoriser les échanges entre la marque ou l'entreprise et ses clients sous forme de marketing conversationnel dans le but d'obtenir un engagement fort dans l'objectif de les fidéliser.

## GRC traditionnelle et GRC sociale
La Gestion de la relation client (GRC), en anglais customer relationship management (CRM), est l'ensemble des outils permettant l'optimisation de la relation entretenue par l'entreprise avec ses clients, tout ceci dans le but de fidéliser la clientèle et d'augmenter le chiffre d'affaires de l'entreprise en offrant un meilleur service. 

La GRC traditionnelle se focalise sur la collecte et la gestion de données statiques comme les achats précédents, les critères sociodémographiques des clients ou encore leur carnet d'adresse.

Une bonne maîtrise des outils de la GRC permet de créer une relation avec les individus et ainsi de récolter des retours clients.

Les retours se font grâce à deux principaux outils :

- L'enquête satisfaction client : C'est un questionnaire adressé aux clients dont l'entreprise va analyser les résultats.
- Le programme de fidélisation : Il permet de gagner la confiance des clients et est basé sur la communication (magazine, blogue, lettre d'information) ou sur la compensation (carte de fidélité, points, etc.).

Concernant la GRC sociale, celle-ci élargit le champ d'action de la GRC traditionnelle. Elle fonctionne selon les mêmes fondements que la GRC classique en ajoutant des outils de collecte de données dérivés des médias sociaux comme les blogs, les sites de réseaux sociaux (Facebook, Twitter, LinkedIn) ou n'importe quel autre média où l'utilisateur partage publiquement des informations. L'entreprise va réellement créer un dialogue avec l'utilisateur. L'avantage majeur de la GRC sociale, est que celle-ci permet aux entreprises de garder un historique complet de leurs interactions avec tous les clients.

Outre le fait que la GRC sociale offre la possibilité de récolter rapidement des données pertinentes et d'observer l'amélioration constante des relations avec les clients, celle-ci permet aux activités dites de masse (lorsque l'entreprise possède plusieurs milliers de clients qui communiquent avec celle-ci), de simplifier leur processus de gestion des données.

## Médias sociaux et Réseaux sociaux numériques (RSN)
les médias sociaux sont l'ensemble des outils permettant de faciliter l'interaction entre internautes. Ces derniers prennent différentes formes tels que les réseaux sociaux numériques (autrement appelés “sites de réseaux sociaux” depuis 2007, Boyd et Ellison), les forums, les mondes virtuels ou encore les blogs. 
Les réseaux sociaux numériques eux, ne représentent qu'une sous-partie des Médias sociaux. Parmi ces derniers, deux distinctions peuvent être faites :

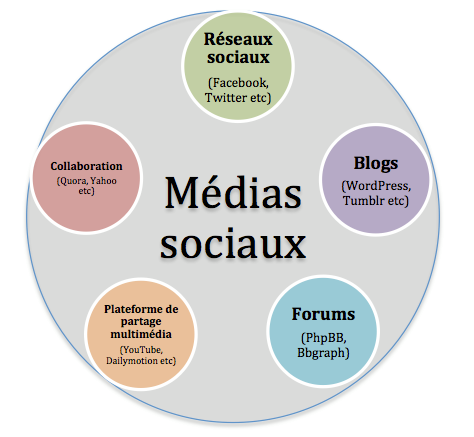
L'ensemble des différents médias sociaux

- Les réseaux sociaux de contact: toutes les fonctionnalités de mise en relation entre les différents utilisateurs et l'entreprise sont principales.
- Les réseaux sociaux de contenu : les fonctionnalités de mise en relation vont être secondaires. Ces réseaux sont, en général, focalisés sur une activité particulière comme la musique ou encore le cinéma.

## Objectifs et enjeux
En 2016, 46 % des 7,4 milliards d'habitants du monde sont des internautes et 2,31 milliards sont actifs sur les réseaux sociaux (31 % de la population mondiale). Avec l'évolution du digital dans la société d'aujourd'hui, les entreprises ont compris que les réseaux sociaux représentaient une importante plateforme d'échange avec les clients et pouvaient leur permettre d'améliorer leur Gestion de la relation client. 

L'objectif principal de la GRC sociale est de favoriser la participation des consommateurs lors de différents échanges dans le but d'améliorer la relation avec le client .
Il existe différents sous-objectifs tels que :

- L'engagement des clients afin qu'ils deviennent des ambassadeurs de la marque auprès de leur réseau.
- Le maintien du lien entre l'entreprise et le client via une communication régulière avec les utilisateurs des réseaux sociaux.
- Le recueil des retours clients en temps réel sur l'entreprise, sa marque, son offre produits et ses services afin de les améliorer.
- La détection des nouvelles stratégies commerciales par exemple le développement de nouveaux produits, ciblage de nouveaux segments…
- La maîtrise de l'e-réputation de l'entreprise pour la rendre la plus positive possible.
- Le développement du support client en ligne et de l'entraide au sein de la communauté.
- La meilleure connaissance des clients et prospects de l'entreprise grâce à l'alimentation d'une base de données.

Il existe trois principaux enjeux au moment d'utiliser la GRC sociale en entreprise  :
1. Nouveau canal de la relation client
Aujourd'hui, les réseaux sociaux étant devenus un moyen de communication important pour la société et aussi pour les entreprises, la communication, auparavant principalement unilatérale est devenue bilatérale : le client peut aussi dire ce qu'il pense à n'importe quel moment. Les réseaux de communication actuels tels que Facebook ou Twitter permettent aux clients d'avoir des réponses rapides et plus l'entreprise est réactive et pertinente, plus le client est satisfait. Cependant, il est important pour les entreprises de savoir gérer cette nouvelle forme de communication car une mauvaise communication pourrait altérer l'image de l'entreprise.
2. Le mix de la personnalisation et de l'industrialisation
La gestion de la relation client devient de plus en plus difficile à cause de l'augmentation du nombre de Réseaux sociaux, l'entreprise doit mobiliser du temps pour cette nouvelle mission. C'est d'ailleurs une mission délicate car elle demande un service de personnalisation : en effet, du fait que les réseaux sociaux soient publics, il serait mal vu pour l'entreprise de répondre le même message à tous les consommateurs. Il faut donc que l'entreprise adapte ses messages mais dans le même temps, elle ne peut pas se permettre de prendre du temps pour répondre à tous les individus : il faut donc adapter une stratégie mixée d'Industrialisation et de Personnalisation.
3. Le community management et outils de modération 2.0
Il est important pour une entreprise de veiller à sa bonne E-réputation, or il est quasiment impossible d'éviter tous les retours négatifs des clients. Face à ce phénomène, de nouveaux outils sont proposés par des entreprises dans le but de modérer et contrôler les propos des clients et donc d'allier un bon community management et une bonne E-réputation.

## Fondements de la GRC sociale

### Réciprocité
Ce qui différencie le GRC sociale du marketing traditionnel plus unidirectionnel est le fait qu'il existe une réciprocité . En effet, dans ce cas, les consommateurs sont en conversation directe avec l'entreprise et font part de leur suggestions de leur attentes ce qui permet à l'entreprise ou à la marque de gagner en créativité.

### Réactivité
Les médias sociaux sont des plateformes accessibles n'importe quand et à toute heure de la journée ce qui inclut forcément les dimanches et les jours fériés.

L'attente de réactivité  de la part des entreprises ou des marques est très forte sur les médias sociaux il convient donc de mettre en place un GRC sociale qui permette de réagir le plus tôt possible afin d'éviter les situations de crise en cas de non réponses lors des horaires de fermetures des bureaux.

### Cohérence
Le but d'une démarche de GRC sociale est d'obtenir une synergie entre une stratégie offline et online, de ce fait les résolutions prises sur les médias sociaux doivent être en cohérence  entre eux mais aussi avec les initiatives prises sur les autres canaux de la relation client.

### Transparence
Dans un monde où les consommateurs sont de plus en plus au courant des pratiques des entreprises, ces dernières sont de plus en plus nombreuses à vouloir paraître responsables et parfaites. Cependant, il s'avère que les consommateurs sont d'autant plus prêts à pardonner quand l'entreprise reconnait ses torts et qu'elle s'engage à y remédier, la transparence  joue donc un rôle primordial en GRC sociale.

### Engagement dans une réelle démarche d'entreprise
La GRC sociale engage tout le monde qu'il s'agisse de clients, de prospects mais aussi de salariés et pour qu'une stratégie de GRC sociale soit efficace, leur adhésion est nécessaire . 
Les salariés étant eux-mêmes membres de médias sociaux leur avis vis-à-vis de leur employeur aura forcément une influence sur l'image de l'entreprise.
Afin que cela soit en accord avec l'image que l'entreprise veuille donner, beaucoup d'informations et de formations au sein même de l'entreprise sont nécessaires.

## Les différentes étapes d'une stratégie de GRC sociale
1. Choisir les bons médias
2. Adapter son discours aux médias sociaux
3. S'investir sur le long terme
4. Susciter l'engagement
5. Exploiter l'information recueillie sur les médias sociaux

### Choisir les bons médias
La première étape pour développer sa stratégie de GRC sociale est de choisir les médias sociaux adaptés aux besoins de l'entreprise et surtout, adaptés à sa cible . Il existe aujourd'hui de nombreux médias sociaux adaptés en fonction de l'activité des entreprises. Une entreprise vendant des accessoires va valoriser les réseaux sociaux tels que Facebook et Twitter ou bien Instagram pour pouvoir poster des photos associées à des messages originaux tandis qu'une entreprise de communication par exemple, va plutôt utiliser des médias adaptés pour poster des messages courts et pertinents.

### Adapter son discours aux médias sociaux
Le but d'échanger avec ses clients sur les médias sociaux n'est pas de faire de la publicité mais d'informer ces derniers ou de recevoir des retours vis-à-vis des produits et services de l'entreprise. Il faut donc que cette dernière adapte son discours afin de ne pas tomber dans l'échange commercial mais plutôt dans l'échange informatif. L'utilisation du marketing conversationnel permettra de traiter de sujets en lien avec l'activité et les nouveautés de l'entreprise tout en valorisant les clients et prospects. Dans un dernier temps, concernant son discours, l'entreprise doit faire preuve d'adaptabilité en matière de communication afin de s'adapter aux codes de chaque média. 

### S'investir sur le long terme
La troisième étape pour développer la GRC sociale est l'investissement sur le long terme. Pour maintenir une bonne relation avec ses parties prenantes, l'entreprise doit travailler sa stratégie de GRC sociale sur du long terme en valorisant des échanges réguliers qui permettront une meilleure connaissance de la cible et une plus grande notoriété auprès des consommateurs. Valoriser le client passe par la mise en place d'échanges réguliers sous forme de conversation. 

### Susciter l'engagement
Afin de développer la relation entre l'entreprise et ses clients, il est important de susciter l'engagement des consommateurs grâce à divers moyens tels que des concours, des sondages, des publications adaptées à la cible afin de la faire réagir…

### Exploiter l'information recueillie sur les médias sociaux
Les informations recueillies sur les réseaux sociaux à la suite de différents échanges et réactions des consommateurs vont permettre à l'entreprise d'analyser le comportement des consommateurs et de pouvoir adapter sa stratégie commerciale.

## Outils
Bien qu'il soit difficile d'évaluer l'efficacité d'une stratégie de GRC sociale, il existe un certain nombre d'outils spécialisés : 
| Outils         | Description |
| -------------- | --- |
| Alcméo         | Solution d'engagement conversationnelle pour les réseaux sociaux qui permet d'optimiser les délais de traitement et de faire le pont entre les équipes marketing et relation client de manière fluide! |
| Microsoft CRM  | Permet de connecter les équipes de l'entreprise où qu'elles soient et permet de travailler à travers différents médias sociaux                                                                         |
| Salesforce.com | Aide les entreprises à se connecter avec leurs clients grâce à des outils de vente, service client, marketing, collaboration, d'analyse de données et de développement d'applications.                 |
| Nimble         | Facilite la gestion des contacts de l'entreprise issus des réseaux sociaux grâce à sa force de vente                                                                                                   |
| Dimelo         | Permet la centralisation de toutes les conversations digitales d'une entreprise via une plateforme unique                                                                                              |
| Meltwater      | Permet d'effectuer une veille informationnelle sur l'entreprise, sa marque, ses produits et une veille concurrentielle. Meltwater permet aussi la gestion des influenceurs                             |
| Lithium        | Permet de gérer des communautés en ligne, les conversations sur les réseaux sociaux entre l'entreprise et ses clients et mesure l'engagement client avec différents indicateurs                        |
| SproutSocial   | Facilite la gestion de l'ensemble des conversations digitales grâce à une plateforme numérique |
| Pipeliner CRM  | une plate-forme de vente automatique pour les vendeurs et les entreprises |

## Perspectives
La GRC risque de croître sur les réseaux sociaux ces prochaines années. L'arrivée de l'intelligence artificielle en entreprise est aussi un facteur à prendre en compte en termes de GRC sociale. En effet, des entreprises comme IBM souhaitent révolutionner l'informatique en entreprise en augmentant l'expertise humaine. Il est donc imaginable que dans le futur, l'intelligence artificielle soit utilisée pour interagir dans les relations entre l'entreprise et le client. 
Avec l'exemple de l'agent conversationnel, en anglais chatbot, les entreprises peuvent dialoguer avec leur(s) client(s) et répondre à certaines de leurs attentes. En effet, l'agent conversationnel est capable d'effectuer des tâches bien spécifiques orchestrées par le client en suivant un script établi manuellement par l'entreprise ou à l'aide d'algorithmes. L'intervention de ces bots automatisés permet aux entreprises d'appliquer très facilement des politiques de GRC sociale en récupérant des données.